# Andrea Parker
Andrea Nicole Parker (Monterey County, 8 marzo 1970) è un'attrice e ballerina statunitense.

## Biografia
Ha iniziato a ballare all'età di 6 anni e a 15 è entrata in una compagnia di danza professionale. Lascia la sua carriera di ballerina dopo tre anni per iniziare a recitare. Il suo primo ruolo lo ottiene nel 1988 nel film Rented Lips.
Diviene famosa interpretando il ruolo di miss Parker nella serie televisiva Jarod il camaleonte; altri ruoli noti sono quello del tenente Caitlin Pike in JAG - Avvocati in divisa e della rappresentante farmaceutica Linda Farrell in E.R. - Medici in prima linea.
È stata sposata con James Powers, deceduto per cancro, e successivamente con il produttore Michael Birnbaum.

## Filmografia

### Cinema
- Rented Lips, regia di Robert Downey Sr. (1988)
- Le ragazze della Terra sono facili (Earth Girls Are Easy), regia di Julien Temple (1988)
- Brush with Death, regia di Serge Rodnunsky (1990)
- Pezzi duri... e mosci (The Naked Truth), regia di Nico Mastorakis (1992)
- Scatto mortale (Body Shot), regia di Dimitri Logothetis (1994)
- Delicate Instruments, regia di Susan Bishop (2000)
- Deeply Irresponsible, regia di Marc Buckland (2007)

### Televisione
- Sposati... con figli (Married with Children) - serie TV, 2 episodi (1989)
- Seinfeld - serie TV, 1 episodio (1992)
- Dave's World - serie TV, 1 episodio (1993)
- Vittima d'amore (Victim of Love: The Shannon Mohr Story), regia di John Cosgrove - film TV (1993)
- Ma che ti passa per la testa? (Herman's Head) - serie TV, 1 episodio (1993)
- Le avventure di Brisco County Jr. (The Adventures of Brisco County Jr.) - serie TV, 2 episodi (1993)
- XXX's & OOO's, regia di Allan Arkush - film TV (1994)
- Ellen - serie TV, 1 episodio (1994)
- E.R. - Medici in prima linea (ER) - serie TV, 10 episodi (1994-1995)
- Coach - serie TV, 2 episodi (1994-1996)
- Dream On - serie TV, 1 episodio (1995)
- Take Out the Beast, regia di Eric Freiser - corto TV (1995)
- JAG - Avvocati in divisa (JAG) - serie TV, 5 episodi (1995-2001)
- Can't Hurry Love - serie TV, 1 episodio (1996)
- Un caso difficile per l'87º distretto (Ed McBain's 87th Precinct: Ice), regia di Bradford May - film TV (1996)
- La signora in giallo (Murder, She Wrote) - serie TV, 1 episodio (1996)
- Jarod il camaleonte (The Pretender) - serie TV, 86 episodi (1996-2000)
- Delicate Instruments, regia di Susan Bishop - corto TV (2000)
- Il camaleonte assassino (The Pretender 2001), regia di Frederick King Keller - film TV (2001)
- L'isola del fantasma (The Pretender: Island of the Haunted), regia di Frederick King Keller - film TV (2001)
- Corte suprema (First Monday) - serie TV, 1 episodio (2002)
- Perfetti... ma non troppo (Less Than Perfect) - serie TV, 81 episodi (2002-2006)
- Kitchen Confidential - serie TV, 1 episodio (2005)
- Help Me Help You - serie TV, 1 episodio (2006)
- The Mentalist - serie TV, 1 episodio (2008)
- Starting Under, regia di Andy Ackerman - film TV (2008)
- My Name Is Earl - serie TV, 1 episodio (2009)
- CSI: Miami - serie TV, 1 episodio (2009)
- Suits - serie TV, 1 episodio (2011)
- Desperate Housewives - serie TV, 11 episodi (2011-2012)
- Pretty Little Liars - serie TV, 34 episodi (2010-2017)
- Beautiful People, regia di Stephen Hopkins - film TV (2012)
- Common Law - serie TV, 1 episodio (2012)
- Devious Maids - Panni sporchi a Beverly Hills (Devious Maids) - serie TV, episodio 1x01 (2013)
- Jennifer Falls - serie TV, 1 episodio (2014)
- Feed Me - serie TV, 1 episodio (2014)
- Red Band Society - serie TV, 4 episodi (2014-2015)

### Videoclip
- The Bare Necessities - Harry Connick Jr. (1991)

## Doppiatrici italiane
Nelle versioni in italiano dei suoi film, Andrea Parker è stata doppiata da:
- Micaela Esdra in Jarod il camaleonte, Il camaleonte assassino, L'isola del fantasma
- Cristiana Lionello in Common Law, Red Band Society
- Laura Romano in Kitchen Confidential, My Name Is Earl
- Antonella Baldini in Perfetti... ma non troppo
- Alessandra Korompay in Pretty Little Liars (voce principale)
- Gilberta Crispino in Pretty Little Liars (4.11)
- Emanuela Baroni in Desperate Housewives
- Pinella Dragani in E.R. - Medici in prima linea
- Roberta Greganti in JAG - Avvocati in divisa
- Laura Boccanera in Devious Maids - Panni sporchi a Beverly Hills
- Franca D'Amato in The Mentalist
- Chiara Salerno in CSI: Miami